# 基安勒冰原島峰
基安勒冰原島峰（英語：Kienle Nunataks）是南極洲羅斯島上的3座高达1700米的冰原島峰，位於羅斯島東北部，處於特羅爾山北部，3座山峰从东向西排列，長1.5公里。其中中间的那座山峰位于特羅爾山顶峰北东北4千米处。現時由南極條約體系管理。
2000年南極洲名稱諮詢委員會以費爾班克斯阿拉斯加大学系统火山学家约尔根·基安勒命名这三座岛峰，基安勒从1981年到1986年间领导六个研究埃里伯斯火山的火山和地震活动。